# Никольск (Дрибинский район)
Нико́льск (бел. Мікольск) — деревня в составе Михеевского сельсовета Дрибинского района Могилёвской области Республики Беларусь.

## Население
- 1999 год — 175 человек
- 2010 год — 115 человек

## Знаменитые земляки
- Пасиков Владимир Маркович -кавалер ордена Славы 3-х степеней.
- Аникеев Михаил Михайлович - кандидат сельскохозяйственныйх наук, доцент, заслуженный работник сельского хозяйства Республики Беларусь.